# Eric Johnston
Percy Eric Johnston (Leichhardt, 24 febbraio 1914 – Sydney, 16 marzo 2005) è stato un pallanuotista australiano, che ha partecipato alle Olimpiadi del 1948.